# Akatziroi
Akatiroi (Akatziroi) – jeden z narodów związku plemion huńskich. Dowodzony przez króla nazywanego Karadach albo Karidachus, występuje w relacjach Priskosa.
Niektórzy uczeni spekulują, że Akatziroi to w istocie wcześni Chazarowie, ich nazwa ma wywodzić się od tureckiego Ak-Khazar, lub inaczej „Biali Chazarowie”. Nazwa grupy wojowniczych plemion tworzących arystokrację narodu chazarskiego. Alternatywnie, niektórzy sugerują, że nazwa odnosi się do plemienia Agatyrsi.